# Rumba
För andra betydelser, se Rumba (olika betydelser).

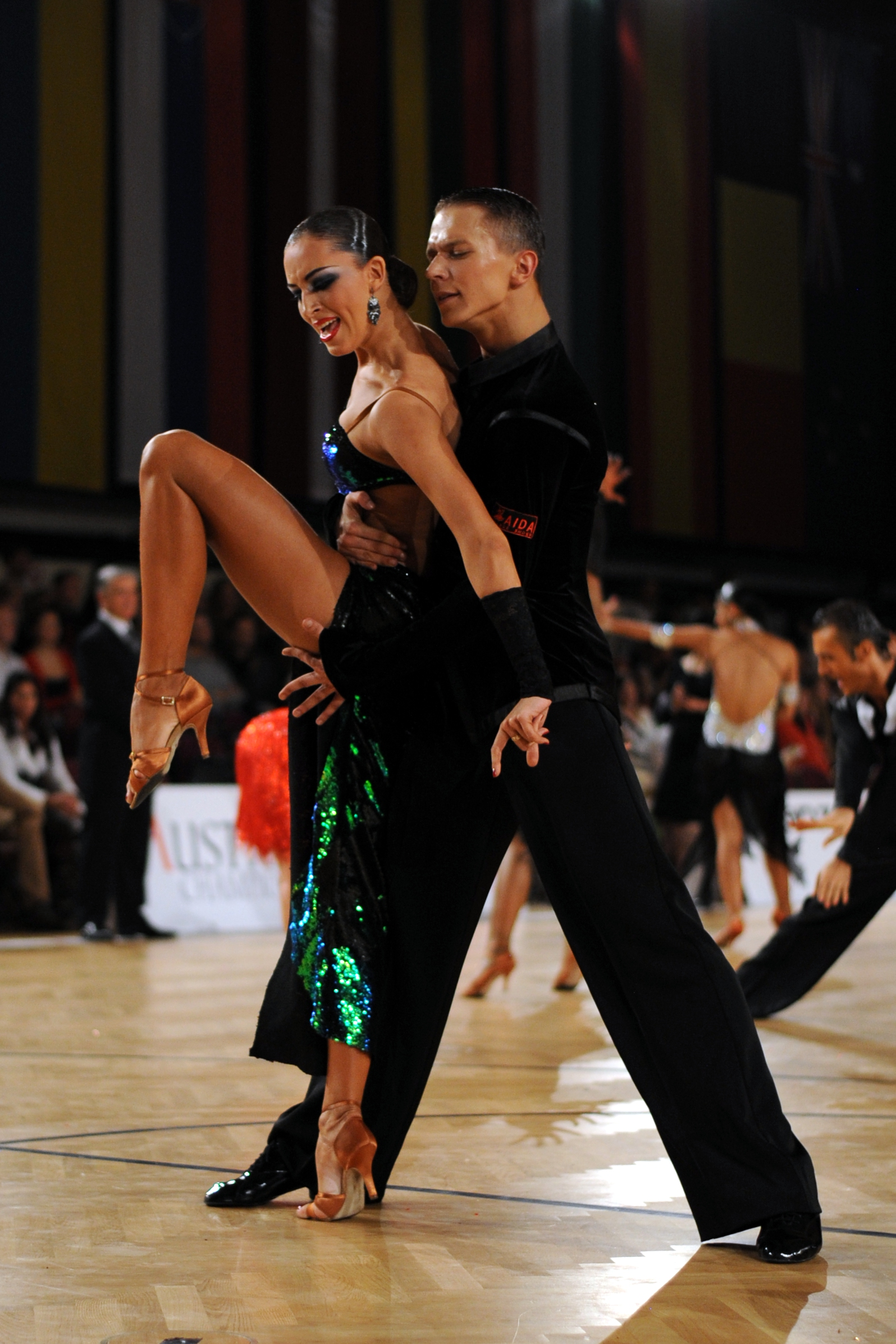
Artem Gaylit och Elizaveta Shibaeva från Vitryssland i österrikiska dansmästerskapen 2012

Rumba är en mjukt rytmisk latinamerikansk dans, ursprungligen från Kuba. Rumbans grundrytm, rumba-claven, är en variation på traditionella västafrikanska klockrytmer. Den går i fyra fjärdedelstakt (4/4-takt). Den ursprungliga kubanska rumban är mycket polyrytmisk och sålunda ofta mycket komplex. Rumba förväxlas ibland med salsa. De bägge danserna har gemensamt ursprung, bygger bägge på clave-rytmer och har vissa viktiga rörelser gemensamma.
Det finns flera olika typer av rumba, var och en med en egen rytm och dansstil.
- Yambú är långsam. De dansande imiterar ofta gamla människors sätt att röra sig.
- Guaguancó är medelsnabb och ofta flörtig; de manliga dansarna stöter med höfterna.
- Columbia är snabb och aggressiv. I allmänhet dansas den bara av män. Ibland imiterar dansarna slagsmål, eller dansar med knivar.
- Columbia del Monte är mycket snabb.

Alla typerna av rumba har avancerad polyrytmik och spelas på conga- eller cajonetrummor, claves, palitos och/eller guagua med försångare och svarskör. 
Rumban uppstod i Havanna på 1890-talet. Den afro-kubanska dansen med sin sexuella laddning blev i hög utsträckning nedtryckt och reglerad, eftersom den ansågs farlig och oanständig. På Kuba sågs rumban länge som inte riktigt rumsren, men på 1940-talet blev den mera populär och uppskattad, särskilt varianten guaguancó. 

## Tiodansens rumba
Under förbudstiden i USA (1920 - 1933) fick rumban en relativt stor spridning genom kabaréer, sainetes, som ofta innehöll schablonmässiga skildringar av svarta såväl som rumba. Tävlingsdansen rumba som nu ingår i tiodansen har sina rötter i denna 30-tals-rumba som ursprungligen kom från Kuba och från musikstilen son. I Sverige finns denna rumba nästan enbart som tävlingsdans, men i USA och delar av Europa dansas de så kallade ballroomdanserna även som sällskapsdans om än i relativt liten utsträckning. Det finns även en storbandsversion av rumba som spelas mycket snabbt. 

## Afrikansk rumba
På 1950-talet blev en musikstil kallad rumba populär i Afrika, och den har varit populär sedan dess. OK Jazz och African Jazz var de stora banden, i vilka ingick några av de mera kända afrikanska rumbamusikerna Franco Luambo, Le Grand Kalle, Dr Nico Kasanda, Sam Mangwana och Tabu Ley Rochereau. Musikstilen soukous är utvecklad ur den afrikanska rumban.

## Rumba Flamenca
På 1990-talet blev den franska gruppen Gypsy Kings av spanskt ursprung populära med sin Rumba Flamenca. Musikstilen kallas även rumba gitana eller katalansk rumba.